# Riverside Park (Manhattan)

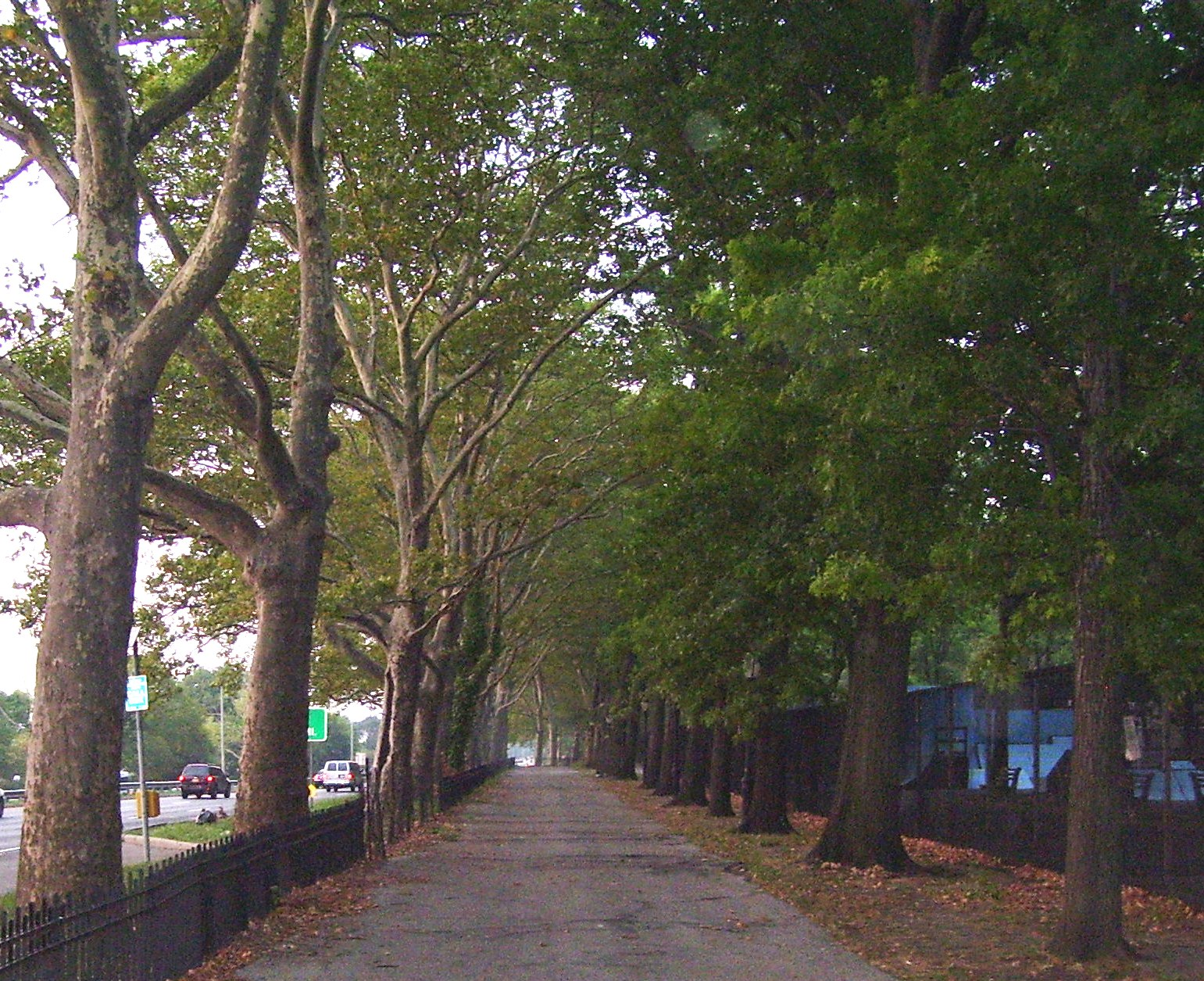
Allee nahe dem West Side Highway

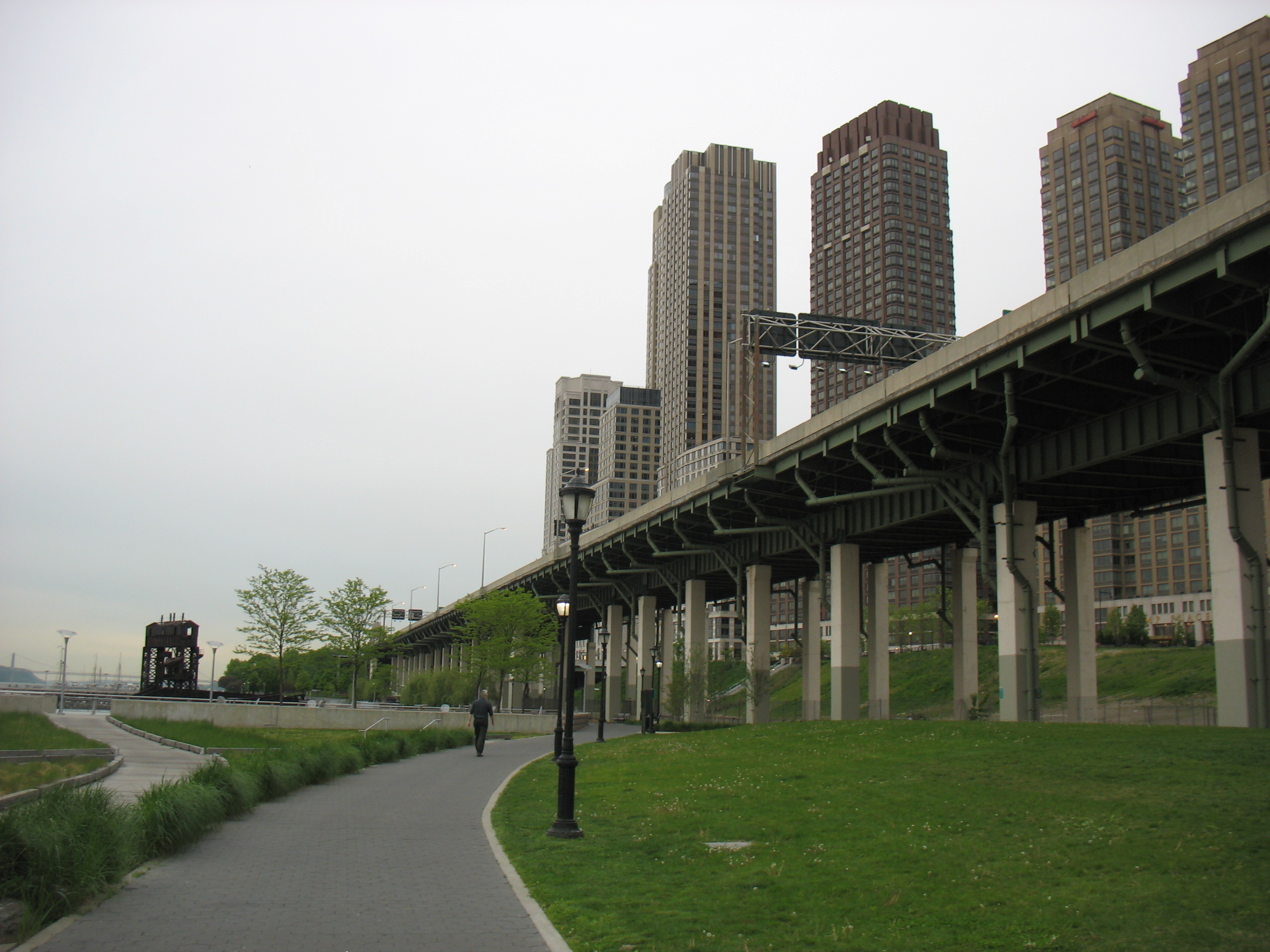
Südlicher Teil des Parks, zum Teil unter dem West Side Highway

Der Riverside Park ist eine 108 Hektar große öffentliche Parkanlage am Ostufer des Hudson River im New Yorker Stadtbezirk Manhattan. Der Park wird vom New York City Department of Parks and Recreation verwaltet.
Der Park besteht aus einem schmalen Landstreifen, der sich über eine Länge von sechs Kilometern am Flussufer hinzieht. Das ursprünglich 77 Hektar große Gebiet des Parks (von der 72. bis 125. Straße) war Brachland, das im Zusammenhang mit dem Bau der Hudson River Railroad, einer geplanten Eisenbahnstrecke im Jahre 1846 entstanden war. Die Eisenbahnlinie sollte die Städte New York City und Albany verbinden. Der erste Vorschlag, den Landstreifen in einen Park umzuwandeln, kam von William R. Martin, einem Kommissar für Parkanlagen, im Jahre 1865. Die konzeptionelle Planung stammte von Frederick Law Olmsted, der auch den nahe gelegenen Central Park geplant hatte. Mit dem Bau wurde 1872 begonnen.
In den Jahren 1875 bis 1910 legten Architekten und Gartenbauer wie Calvert Vaux und Samuel Parsons den Park nach dem Vorbild eines englischen Gartens an. In den 1930er Jahren wurde der Park von Robert Moses im Rahmen eines Projektes umgestaltet und erweitert, was rund 100 Millionen US-Dollar kostete. In dem Zuge wurden die Gleise der New York Central Railroad überdacht und der Henry Hudson Parkway gebaut.
1990 stimmte Donald Trump, dem 23 Hektar südlich des Riverside Parks gehörten, einer Vergrößerung des Parks um neun Hektar zu. Im Zuge der Erweiterungen zum „Riverside Park South“ wurden der West Side Highway umgebaut und die Eisenbahnanlagen der ehemaligen Penn Central Company entfernt.